# Àrea metropolitana de Milà

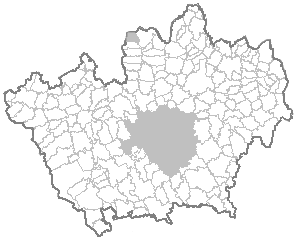
Ciutat de Milà a la província homònima.

L'Àrea metropolitana de Milà consisteix en la ciutat de Milà i en una sèrie de localitats menors ubicades a la regió de Llombardia (Itàlia). En total, l'àrea metropolitana de Milà s'estén per una superfície de 1.866 km² i té una població de 4,10 milions d'habitants, dels quals 10 i el 32% corresponen pròpiament a la ciutat de Milà, respectivament. Té una densitat de població de 2.200 hab/km², una de les més altes d'Europa.

## Geografia
L'àrea metropolitana de Milà es compon de la ciutat de Milà i de 177 petites ciutats i municipis ubicats al seu voltant (d'entre les quals destaquen les ciutats de Monza, Busto Arsizio, Sesto San Giovanni i Gallarate).
| Província                       | Comuna                  | Superfície (en km²) | Població(1) |
| ------------------------------- | ----------------------- | ------------------- | ----------- |
| Llombardia                      |                         |                     |             |
| Província de Milà               | Milà                    | 182,0               | 1.308.735   |
| Província de Milà               | Cambiago                | 7,3                 | 5.912       |
| Província de Milà               | Gessate                 | 7,7                 | 6.887       |
| Província de Milà               | Bellinzago Lombardo     | 4,5                 | 3.714       |
| Província de Milà               | Caponago                | 5,0                 | 5.009       |
| Província de Milà               | Pessano con Bornago     | 6,6                 | 8.996       |
| Província de Milà               | Gorgonzola              | 10,7                | 18.453      |
| Província de Milà               | Bussero                 | 4,6                 | 8.545       |
| Província de Milà               | Carugate                | 5,4                 | 13.639      |
| Província de Milà               | Cernusco sul Naviglio   | 13,0                | 29.015      |
| Província de Milà               | Cologno Monzese         | 8,7                 | 47.753      |
| Província de Milà               | Vimodrone               | 4,8                 | 14.012      |
| Província de Milà               | Segrate                 | 17,0                | 33.381      |
| Província de Milà               | Pioltello               | 13,1                | 33.965      |
| Província de Milà               | Ródano                  | 12,9                | 4.293       |
| Província de Milà               | Peschiera Borromeo      | 23,5                | 21.354      |
| Província de Milà               | Pantigliate             | 5,7                 | 5.637       |
| Província de Milà               | Cassina de' Pecchi      | 7,0                 | 12.437      |
| Província de Milà               | Vignate                 | 8,6                 | 8.258       |
| Província de Milà               | Melzo                   | 9,7                 | 18.451      |
| Província de Milà               | Liscate                 | 9,3                 | 3.672       |
| Província de Milà               | Settala                 | 17,5                | 6.707       |
| Província de Milà               | Paullo                  | 8,9                 | 10.420      |
| Província de Milà               | Tribiano                | 6,9                 | 2.544       |
| Província de Milà               | Mediglia                | 21,9                | 11.650      |
| Província de Milà               | San Donato Milanese     | 12,8                | 32.668      |
| Província de Milà               | San Giuliano Milanese   | 30,4                | 34.243      |
| Província de Milà               | Melegnano               | 4,0                 | 16.389      |
| Província de Milà               | Colturano               | 4,2                 | 1.992       |
| Província de Milà               | Dresano                 | 3,5                 | 2.689       |
| Província de Milà               | Vizzolo Predabissi      | 5,7                 | 3.992       |
| Província de Milà               | Locate di Triulzi       | 12,3                | 8.938       |
| Província de Milà               | Opera                   | 7,3                 | 13.217      |
| Província de Milà               | Pieve Emanuele          | 13,1                | 15.566      |
| Província de Milà               | Basiglio                | 8,5                 | 8.413       |
| Província de Milà               | Rozzano                 | 12,3                | 38.598      |
| Província de Milà               | Assago                  | 8,0                 | 7.900       |
| Província de Milà               | Buccinasco              | 12,0                | 25.675      |
| Província de Milà               | Corsico                 | 5,4                 | 33.426      |
| Província de Milà               | Cesano Boscone          | 3,0                 | 23.634      |
| Província de Milà               | Trezzano sul Naviglio   | 10,8                | 18.837      |
| Província de Milà               | Gaggiano                | 26,7                | 8.485       |
| Província de Milà               | Cisliano                | 14,7                | 3.388       |
| Província de Milà               | Albairate               | 14,9                | 4.406       |
| Província de Milà               | Abbiategrasso           | 47,1                | 29.830      |
| Província de Milà               | Cassinetta di Lugagnano | 3,3                 | 1.742       |
| Província de Milà               | Cusago                  | 11,5                | 3.383       |
| Província de Milà               | Settimo Milanese        | 10,8                | 18.326      |
| Província de Milà               | Bareggio                | 11,3                | 16.306      |
| Província de Milà               | Cornaredo               | 13,6                | 20.395      |
| Província de Milà               | Sedriano                | 7,9                 | 10.848      |
| Província de Milà               | Vittuone                | 5,9                 | 8.547       |
| Província de Milà               | Santo Stefano Ticino    | 5,0                 | 4.071       |
| Província de Milà               | Corbetta                | 18,0                | 15.087      |
| Província de Milà               | Magenta                 | 21,0                | 23.354      |
| Província de Milà               | Marcallo con Casone     | 8,1                 | 5.538       |
| Província de Milà               | Mesero                  | 5,7                 | 3.612       |
| Província de Milà               | Inveruno                | 12,2                | 8.442       |
| Província de Milà               | Cuggiono                | 14,0                | 7.844       |
| Província de Milà               | Arconate                | 8,3                 | 5.969       |
| Província de Milà               | Buscate                 | 7,9                 | 4.492       |
| Província de Milà               | Castano Primo           | 19,1                | 10.503      |
| Província de Milà               | Robecchetto con Induro  | 13,9                | 4.741       |
| Província de Milà               | Turbigo                 | 8,5                 | 7.471       |
| Província de Milà               | Ossona                  | 6,0                 | 3.962       |
| Província de Milà               | Arluno                  | 12,4                | 10.588      |
| Província de Milà               | Vanzago                 | 6,2                 | 7.881       |
| Província de Milà               | Pregnana Milanese       | 4,9                 | 6.008       |
| Província de Milà               | Pogliano Milanese       | 4,7                 | 8.219       |
| Província de Milà               | Nerviano                | 13,5                | 17.541      |
| Província de Milà               | Parabiago               | 14,2                | 24.825      |
| Província de Milà               | Casorezzo               | 6,6                 | 5.175       |
| Província de Milà               | Busto Garolfo           | 12,8                | 12.864      |
| Província de Milà               | Vanzaghello             | 5,5                 | 5.106       |
| Província de Milà               | Magnano                 | 11,3                | 8.522       |
| Província de Milà               | Dairago                 | 5.6                 | 4.996       |
| Província de Milà               | Villa Cortese           | 3,6                 | 6.076       |
| Província de Milà               | Legnano                 | 17,0                | 56.662      |
| Província de Milà               | San Giorgio su Legnano  | 2,3                 | 6.408       |
| Província de Milà               | Canegrate               | 5,3                 | 12.160      |
| Província de Milà               | San Vittore Olona       | 4,7                 | 8.035       |
| Província de Milà               | Rescaldina              | 8,2                 | 13.414      |
| Província de Milà               | Cerro Maggiore          | 10,2                | 14.227      |
| Província de Milà               | Lainate                 | 12,9                | 24.290      |
| Província de Milà               | Rho                     | 22,0                | 50.623      |
| Província de Milà               | Pero                    | 5,0                 | 10.282      |
| Província de Milà               | Arese                   | 6,5                 | 19.340      |
| Província de Milà               | Garbagnate Milanese     | 8,9                 | 27.114      |
| Província de Milà               | Cesate                  | 5,7                 | 13.077      |
| Província de Milà               | Solaro                  | 6,7                 | 13.410      |
| Província de Milà               | Senago                  | 8,6                 | 20.351      |
| Província de Milà               | Bollate                 | 15,9                | 37.489      |
| Província de Milà               | Baranzate               | 2,8                 | 11.144      |
| Província de Milà               | Novate Milanese         | 5,5                 | 20.063      |
| Província de Milà               | Cormano                 | 4,5                 | 18.523      |
| Província de Milà               | Cusano Milanino         | 3,0                 | 19.335      |
| Província de Milà               | Paderno Dugnano         | 14,1                | 46.787      |
| Província de Milà               | Bresso                  | 3,4                 | 26.853      |
| Província de Milà               | Cinisello Balsamo       | 12,7                | 73.770      |
| Província de Milà               | Sesto San Giovanni      | 11,0                | 83.556      |
| Província de Milà               | Lentate sul Seveso      | 13,9                | 14.774      |
| Província de Monza i Brianza(1) | Monza                   | 33,0                | 121.961     |
| Província de Monza i Brianza(1) | Brugherio               | 10,3                | 32.839      |
| Província de Monza i Brianza(1) | Agrate Brianza          | 11,3                | 14.270      |
| Província de Monza i Brianza(1) | Burago di Molgora       | 3,4                 | 4.200       |
| Província de Monza i Brianza(1) | Cavenago di Brianza     | 4,4                 | 6.307       |
| Província de Monza i Brianza(1) | Ornago                  | 5,8                 | 3.806       |
| Província de Monza i Brianza(1) | Bellusco                | 6,5                 | 6.777       |
| Província de Monza i Brianza(1) | Mezzago                 | 4,2                 | 3.637       |
| Província de Monza i Brianza(1) | Sulbiate                | 5,3                 | 3.517       |
| Província de Monza i Brianza(1) | Aicurzio                | 2,5                 | 2.043       |
| Província de Monza i Brianza(1) | Vimercate               | 20,7                | 25.869      |
| Província de Monza i Brianza(1) | Concorezzo              | 8,5                 | 14.593      |
| Província de Monza i Brianza(1) | Villasanta              | 4,9                 | 13.313      |
| Província de Monza i Brianza(1) | Arcore                  | 9,3                 | 16.984      |
| Província de Monza i Brianza(1) | Bernareggio             | 5,9                 | 9.217       |
| Província de Monza i Brianza(1) | Carnate                 | 3,5                 | 7.441       |
| Província de Monza i Brianza(1) | Usmate Velate           | 10,0                | 9.285       |
| Província de Monza i Brianza(1) | Camparada               | 1,6                 | 1.957       |
| Província de Monza i Brianza(1) | Lesmo                   | 5,1                 | 7.086       |
| Província de Monza i Brianza(1) | Triuggio                | 8,4                 | 8.050       |
| Província de Monza i Brianza(1) | Correzzana              | 2,2                 | 2.148       |
| Província de Monza i Brianza(1) | Besana in Brianza       | 15,8                | 14.714      |
| Província de Monza i Brianza(1) | Verano Brianza          | 3,5                 | 9.019       |
| Província de Monza i Brianza(1) | Giusanno                | 10,3                | 22.814      |
| Província de Monza i Brianza(1) | Briosco                 | 6,6                 | 5.722       |
| Província de Monza i Brianza(1) | Albiate                 | 2,9                 | 5.887       |
| Província de Monza i Brianza(1) | Carate Brianza          | 9,9                 | 17.414      |
| Província de Monza i Brianza(1) | Sovico                  | 3,2                 | 7.515       |
| Província de Monza i Brianza(1) | Macherio                | 3,2                 | 6.789       |
| Província de Monza i Brianza(1) | Biassono                | 4,9                 | 11.324      |
| Província de Monza i Brianza(1) | Lissone                 | 9,0                 | 38.088      |
| Província de Monza i Brianza(1) | Vedano al Lambro        | 2,0                 | 7.745       |
| Província de Monza i Brianza(1) | Muggiò                  | 5,6                 | 22.365      |
| Província de Monza i Brianza(1) | Nova Milanese           | 5,8                 | 22.652      |
| Província de Monza i Brianza(1) | Desio                   | 14,0                | 37.742      |
| Província de Monza i Brianza(1) | Seregno                 | 13,0                | 40.644      |
| Província de Monza i Brianza(1) | Meda                    | 8,0                 | 22.232      |
| Província de Monza i Brianza(1) | Barlassina              | 2,9                 | 6.399       |
| Província de Monza i Brianza(1) | Séveso                  | 7,3                 | 20.152      |
| Província de Monza i Brianza(1) | Cesano Maderno          | 11,0                | 34.923      |
| Província de Monza i Brianza(1) | Bovisio-Masciago        | 4,9                 | 15.334      |
| Província de Monza i Brianza(1) | Varedo                  | 4,8                 | 12.544      |
| Província de Monza i Brianza(1) | Limbiate                | 12,4                | 32.680      |
| Província de Monza i Brianza(1) | Ceriano Laghetto        | 7,1                 | 5.892       |
| Província de Monza i Brianza(1) | Cogliate                | 6,9                 | 7.949       |
| Província de Monza i Brianza(1) | Misinto                 | 5,1                 | 4.580       |
| Província de Monza i Brianza(1) | Lazzate                 | 5,3                 | 7.013       |
| Província de Varese             | Saronno                 | 10,9                | 37.458      |
| Província de Varese             | Caronno Pertusella      | 8,0                 | 13.567      |
| Província de Varese             | Gerenzano               | 9,8                 | 9.510       |
| Província de Varese             | Origgio                 | 8,1                 | 6.867       |
| Província de Varese             | Uboldo                  | 10,6                | 9.989       |
| Província de Varese             | Marnate                 | 4,8                 | 6.272       |
| Província de Varese             | Castellanza             | 6,0                 | 14.618      |
| Província de Varese             | Busto Arsizio           | 30,0                | 79.552      |
| Província de Varese             | Lonate Pozzolo          | 29,0                | 11.774      |
| Província de Varese             | Ferno                   | 8,5                 | 6.673       |
| Província de Varese             | Cardano al Campo        | 9,0                 | 13.175      |
| Província de Varese             | Samarate                | 15,0                | 15.996      |
| Província de Varese             | Gallarate               | 20,0                | 49.347      |
| Província de Varese             | Casorate Sempione       | 6,9                 | 5.432       |
| Província de Varese             | Somma Lombardo          | 30,0                | 16.546      |
| Província de Varese             | Arsago Seprio           | 10,0                | 4.680       |
| Província de Varese             | Cassano Magnano         | 12,0                | 20.740      |
| Província de Varese             | Cairate                 | 11,3                | 7.616       |
| Província de Varese             | Fagnano Olona           | 8,6                 | 10.969      |
| Província de Varese             | Solbiate Olona          | 4,9                 | 5.665       |
| Província de Varese             | Olgiate Olona           | 7,0                 | 11.605      |
| Província de Varese             | Gorla Minore            | 7,9                 | 7.996       |
| Província de Varese             | Gorla Maggiore          | 5,3                 | 5.054       |
| Província de Como               | Turato Tunin            | 10,1                | 8.499       |
| Província de Como               | Rovello Porro           | 5,8                 | 5.862       |
| Província de Como               | Cabiate                 | 3,2                 | 7.106       |
| Província de Como               | Mariano Comense         | 13,7                | 21.977      |
| Província de Como               | Carugo                  | 4,1                 | 5.884       |
| Província de Como               | Arosio                  | 2,7                 | 4.585       |
| Província de Como               | Rovellasca              | 3,3                 | 6.890       |
| TOTAL                           | TOTAL                   | 1.866,2             | 4.107.182   |

- (1) - Província creada el 12 de maig de 2004 i que va entrar en funcions a partir del 2009

## Comparació
En aquesta taula es mostre les quatres principals àrees metropolitanes d'Itàlia, en les que la de Milà ocupa el primer lloc.
| No. | Àrea metropolitana | Superfície (en km²) | Població (en millones) |
| --- | ------------------ | ------------------- | ---------------------- |
| 1   | Milà               | 1.866               | 4,107                  |
| 2   | Nàpols             | 1.662               | 3,697                  |
| 3   | Roma               | 2.676               | 3,330                  |
| 4   | Torí               | 1.127               | 1,679                  |